# Lijst van voetbalinterlands Armenië - Denemarken
Deze lijst van voetbalinterlands is een overzicht van alle officiële voetbalwedstrijden tussen de nationale teams van Armenië en Denemarken. De landen speelden tot op heden acht keer tegen elkaar. De eerste ontmoeting, een kwalificatiewedstrijd voor het Europees kampioenschap voetbal 1996, was op 16 augustus 1995 in Jerevan. Het laatste duel, een kwalificatiewedstrijd voor het Wereldkampioenschap voetbal 2018, vond plaats in Jerevan op 4 september 2017.

## Wedstrijden
| № | Plaats     | Datum             | Competitie           | Wedstrijd            | Uitslag |
| - | ---------- | ----------------- | -------------------- | -------------------- | ------- |
| 1 | Jerevan    | 16 augustus 1995  | EK 1996 kwalificatie | Armenië – Denemarken | 0 – 2   |
| 2 | Kopenhagen | 15 november 1995  | EK 1996 kwalificatie | Denemarken – Armenië | 3 – 1   |
| 3 | Kopenhagen | 11 juni 2013      | WK 2014 kwalificatie | Denemarken – Armenië | 0 – 4   |
| 4 | Jerevan    | 10 september 2013 | WK 2014 kwalificatie | Armenië − Denemarken | 0 − 1   |
| 5 | Kopenhagen | 7 september 2014  | EK 2016 kwalificatie | Denemarken – Armenië | 2 – 1   |
| 6 | Jerevan    | 7 september 2015  | EK 2016 kwalificatie | Armenië – Denemarken | 0 – 0   |
| 7 | Kopenhagen | 4 september 2016  | WK 2018 kwalificatie | Denemarken – Armenië | 1 – 0   |
| 8 | Jerevan    | 4 september 2017  | WK 2018 kwalificatie | Armenië – Denemarken | 1 – 4   |

## Samenvatting
| Competitie      | Totaal gespeeld | Winst Armenië | Gelijk | Winst Denemarken | Doelsaldo Armenië – Denemarken |
| --------------- | --------------- | ------------- | ------ | ---------------- | ------------------------------ |
| WK-kwalificatie | 4               | 1             | 0      | 3                | 5 − 6                          |
| EK-kwalificatie | 4               | 0             | 1      | 3                | 2 − 7                          |
| Totaal          | 8               | 1             | 1      | 6                | 7 − 13                         |

Wedstrijden bepaald door strafschoppen worden, in lijn met de FIFA, als een gelijkspel gerekend.

## Details

### Eerste ontmoeting
| EK 1996 kwalificatie (Jerevan, Armenië, 16 augustus 1995): |              | |
| Armenië | 0 – 2        | Denemarken |
| | goals        | 34' Michael Laudrup 47' Allan Nielsen |
| Samvel Darbinyan | bondscoach   | Richard Møller Nielsen |
| Armenak Petrosyan Sargis Hovsepyan Vardan Khachatryan Ashot Khachatryan Sargis Hovhannisyan Aramayis Tonoyan Artur Petrosyan Razmik Grigoryan Hovhannes Tahmazyan 40' Armen Shahgeldyan Arsen Avetisyan 83' | opstellingen | Peter Schmeichel Jes Høgh Jacob Laursen Marc Rieper 85' Jens Risager Peter Rasmussen 46' John Jensen Michael Laudrup Brian Steen Nielsen Claus Thomsen Mikkel Beck |
| Hakob Ter-Petrosyan 40' Varazdat Avetisyan 83' | wissels      | 46' Allan Nielsen 85' Michael Schjønberg |
| | gele kaarten | ??' John Jensen |
| - Debuut van Allan Nielsen (Brøndby IF) voor Denemarken. |              | |

### Tweede ontmoeting
| EK 1996 kwalificatie (Kopenhagen, Denemarken, 15 november 1995):                                                                                                |              | |
| Denemarken | 3 – 1        | Armenië |
| Michael Schjønberg 20' Mikkel Beck 35' Michael Laudrup 59' | goals        | 46' Arthur Petrosyan |
| Richard Møller Nielsen | bondscoach   | Samvel Darbinyan |
| Peter Schmeichel Thomas Helveg Marc Rieper Jes Høgh Jens Risager Michael Schjønberg Brian Steen Nielsen Kim Vilfort Mikkel Beck Michael Laudrup Peter Rasmussen | opstellingen | Harutyun Abrahamyan Hakob Artoyan Vardan Khachatryan Sargis Hovsepyan Harutyun Vardanyan 74' Tigran Gsepyan Artur Petrosyan 71' Varazdat Avetisyan Hamlet Mchitarjan Samvel Nikolyan Arsen Avetisyan |
| | wissels      | 71' Haik Margaryan 74' Yervand Krbashyan |

### Derde ontmoeting
| WK 2014 kwalificatie (Kopenhagen, Denemarken, 11 juni 2013): |       |                                                                                |
| Denemarken                                                   | 0 – 4 | Armenië                                                                        |
|                                                              | goals | 1' Joera Movsisjan 19' Aras Özbiliz 59' Joera Movsisjan 82' Henrich Mchitarjan |

### Vierde ontmoeting
| WK 2014 kwalificatie (scheidsrechter Bas Nijhuis, Jerevan, 10 september 2013): |       |                         |
| Armenië                                                                        | 0 – 1 | Denemarken              |
|                                                                                | goals | 73' (pen.) Daniel Agger |

### Vijfde ontmoeting
| EK 2016 kwalificatie (scheidsrechter Alexandru Tudor, Kopenhagen, 7 september 2014): |              | |
| Denemarken | 2 – 1        | Armenië |
| Pierre Højbjerg 65' Thomas Kahlenberg 80' | goals        | 59' Henrich Mchitarjan |
| Morten Olsen | bondscoach   | Bernard Challandes |
| Kasper Schmeichel Simon Kjær 57' Andreas Bjelland Peter Ankersen Nicolai Boilesen Michael Krohn-Dehli William Kvist 74' Lasse Schöne 56' Pierre Højbjerg Christian Eriksen Nicklas Bendtner | opstellingen | Roman Berezovsky 66' Robert Arzumanyan Hrayr Mkoyan Varazdat Haroyan Arthur Yedigaryan Gevorg Ghazaryan 71' Henrich Mchitarjan Levon Hayrapetyan Kamo Hovhannisyan Rumyan Hovsepyan 84' Edgar Manucharian |
| Lasse Vibe 56' Jores Okore 57' Thomas Kahlenberg 74' | wissels      | 66' Taron Voskanyan 71' Marcos Pizzelli 84' Artak Dashyan |
| Pierre Højbjerg 54' | gele kaarten | 75' Arthur Yedigaryan |